# فیبی هیرست
فیبی الیزابت اپرسون هیرست (به انگلیسی: Phoebe Elizabeth Apperson Hearst) (زاده ۳ دسامبر ۱۸۴۲ روستای فرانکلین‌کانتی ایالت میسوری - درگذشته ۱۳ آوریل ۱۹۱۹)، نیکوکار، فمنیست و طرفدار حق رای زنان آمریکایی‌تبار بود.
او در ۱۹ سالگی با جورج هیرست، که بعدها سناتور آمریکا شد ازدواج کرد. حاصل این ازدواج ویلیام راندولف هیرست، روزنامه‌نگار مشهور آمریکایی است، که پس از انتقال آنها با شهر سان فرانسیسکو، کالیفرنیا آمریکا به دنیا آمد.
او در سال ۱۸۹۸ به آئین بهایی گروید و نقش کلیدی در تبلیغ و گسترش این آئین در آمریکا داشت.
او یکی وقف‌کنندگان و کمک‌کنندگان بزرگ به دانشگاه کالیفرنیا، برکلی و اولین زن عضو شورای دانشگاه بود، که از سال ۱۸۹۷ تا لحظه مرگش به خدمت پرداخت. او در سال ۱۹۰۲ موزه انسان‌شناسی دانشگاه برکلی را بنا نهاد و ۶۰۰۰۰ شی به آن اهدا کرد. این موزه در سال ۱۹۹۲ در نودمین سالگرد بازگشاییش، به پاس قدردانی از زحمات او، به موزه انسان‌شناسی فیبی ای. هیرست تغییر نام داد. این موزه امروزه، از بیش از ۳٫۸ میلیون شی نگهداری می‌کند.